# Castelluccio dei Sauri
Castelluccio dei Sauri es un municipio italiano situado en la provincia de Foggia, en Puglia. Tiene una población estimada, a fines de agosto de 2023, de 2017 habitantes.

## Evolución demográfica
| Gráfica de evolución demográfica de Castelluccio dei Sauri entre 1861 y 2023 |
|                                                                              |
| Fuente: ISTAT - Elaboración gráfica de Wikipedia                             |